# Christuskirche (Böckingen)

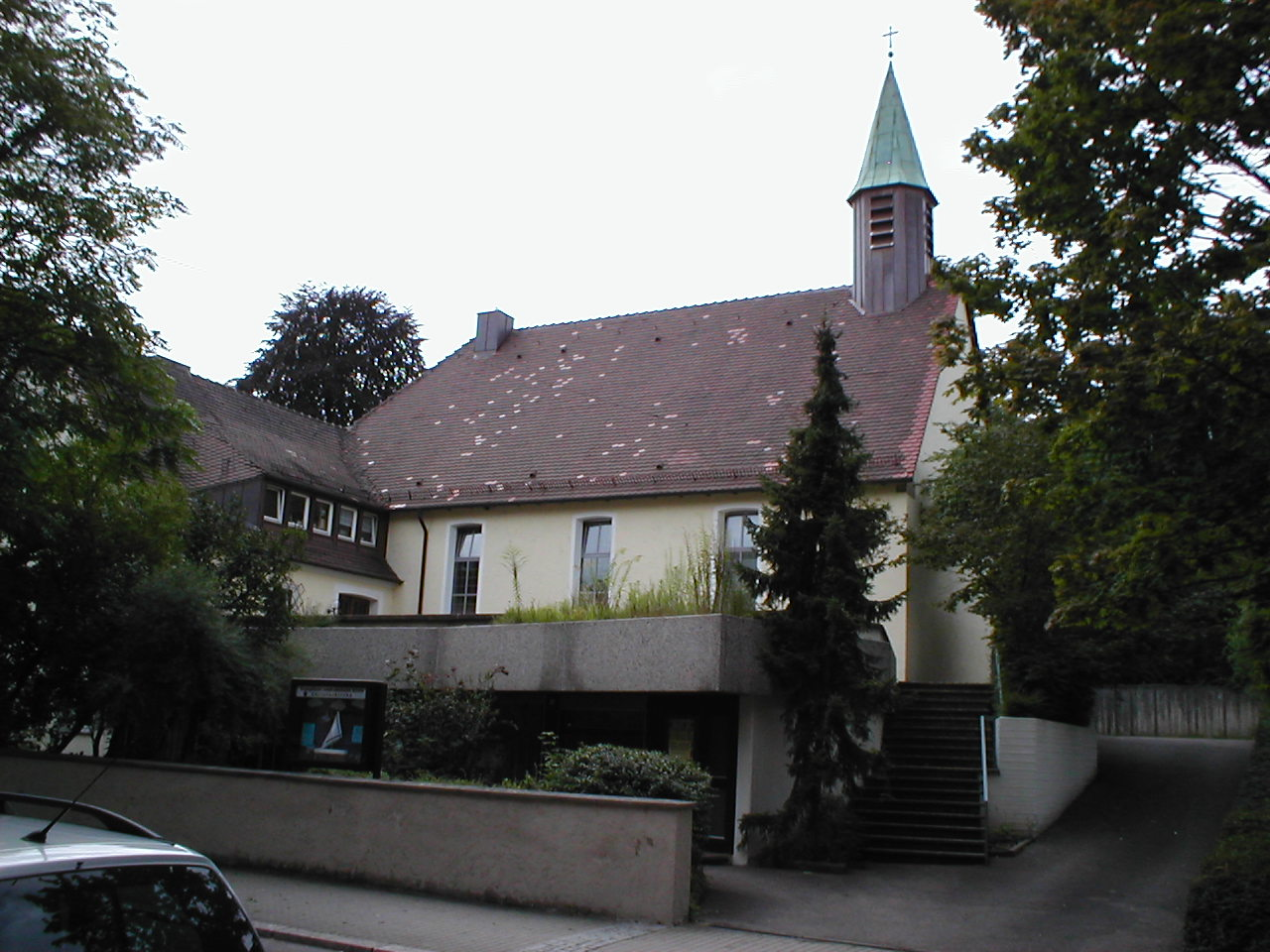
Christuskirche in Heilbronn-Böckingen (2006)

Die Christuskirche im Heilbronner Stadtteil Böckingen war eine evangelisch-methodistische Kirche an der Ludwigsburger Straße 88.

## Geschichte
Eine Böckinger Methodistenkapelle der bischöflichen Methodistenkirche war bereits seit 1898 in der Seestraße erbaut worden, wurde jedoch am 10. September 1944 beim Luftangriff auf Böckingen und Heilbronn zerstört. Der Neubau wurde nach dem Krieg errichtet und am 4. Dezember 1949 durch Bischof I. W. Ernst Sommer eingeweiht. Im März 2022 wurde die Christuskirche abgerissen.

## Beschreibung
Der einschiffige Kirchenbau hatte ein Satteldach, das an der Giebelseite von einem kupferverkleideten Dachreiter (ohne Glocke) beherrscht wurde.